# Municipio de Metepec (Hidalgo)
El municipio de Metepec es uno de los ochenta y cuatro municipios que conforman el estado de Hidalgo, México. La cabecera municipal y localidad más poblada es Metepec.
El municipio se localiza al oriente del territorio hidalguense entre los paralelos 20°11′ y 20°20′ de latitud norte; los meridianos 98°15′ y 98°26′ de longitud oeste; con una altitud entre 1800 y 2900 m s. n. m. Este municipio cuenta con una superficie de 146.31 km², y representa el 0.70 % de la superficie del estado; dentro de la región geográfica denominada como Valle de Tulancingo, y en menor medida en la Sierra Baja y la sierra de Tenango.
Colinda al norte con los municipios de Acatlán, Agua Blanca de Iturbide, San Bartolo Tutotepec y Tenango de Doria; al este con el municipio de Tenango de Doria, el estado de Puebla y el municipio de Acaxochitlán; al sur con los municipios de Tulancingo de Bravo y Acatlán; al oeste con el municipio de Acatlán.
Este municipio es el único en Hidalgo en tener un exclave localizado al noroeste de la cabecera municipal, se encuentra rodeado por los municipios de Acatlán y Agua Blanca de Iturbide. Siendo la localidad El Chamizal la única en dicho exclave.

## Toponimia
Del náhuatl Metl ‘maguey’ y tepetl ‘cerro’ por lo que su significado sería: ‘En los cerros de magueyes’.

## Geografía

### Relieve e hidrográfica

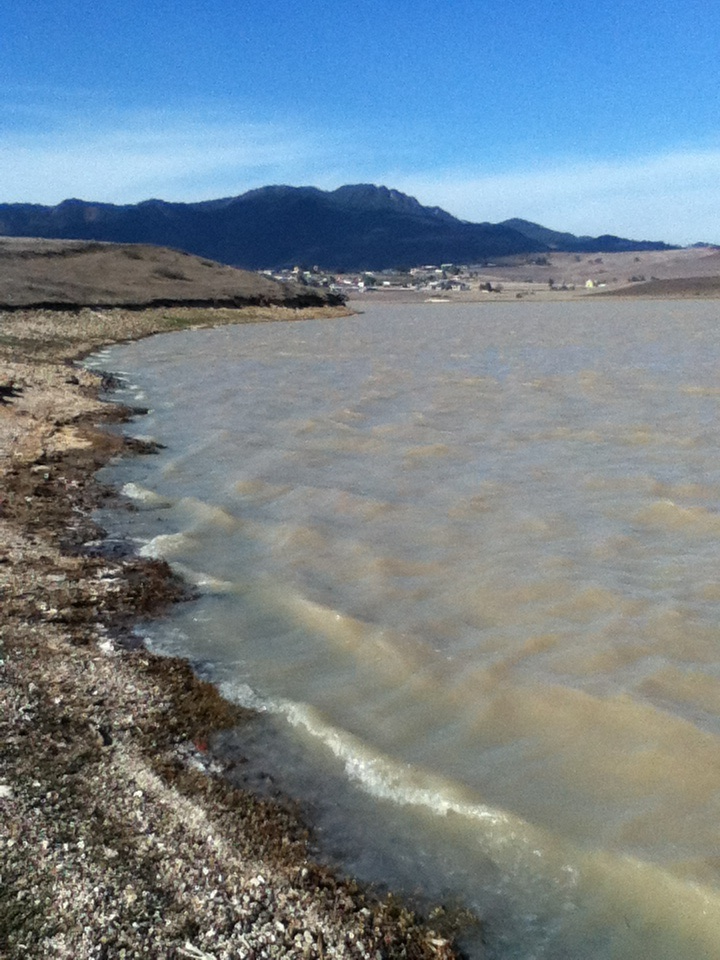
Presa Metepec.

En cuanto a fisiografía se encuentra dentro de las provincias de Eje Neovolcánico (91.0%) y Sierra Madre Oriental (9.0%); dentro de la subprovincias de Sierras y Llanuras de Querétaro e Hidalgo (76.0%), Lagos y Volcanes de Anáhuac (15.0%) y Carso Huasteco (9.0%). Su territorio es llanura (62.0%), sierra (17.0%), meseta (20.0%) y cañón (1.0%).
En cuanto a su geología corresponde al periodo neógeno (97.64%). Con rocas tipo ígnea extrusiva: basalto (46.0%) y toba ácida (14.64%); sedimentaria: arenisca–conglomerado (37.0%). En cuanto a edafología el suelo dominante es phaeozem (63.0%), kastañozem (17.64%), luvisol (16.0%), y leptosol (1.0%).
En lo que respecta a la hidrología se encuentra posicionado en las regiones hidrológicas del Pánuco (99.0%) y Tuxpan–Nautla (1.0%); en las cuencas del río Moctezuma (99.0%) y río Cazones (1.0%) ; dentro de las subcuencas de río Metztitlán (88.0%) y río San Marcos (12.0%). Los ríos Masillas y Metepec cruzan el municipio y desembocan en la presa Metepec.

### Clima
El territorio municipal se encuentran los siguientes climas con su respectivo porcentaje: Templado subhúmedo con lluvias en verano, de humedad media (41.0%), templado subhúmedo con lluvias en verano, de mayor humedad (30.0%), semiseco templado (22.0%) y templado húmedo con abundantes lluvias en verano (7.0%). Registrando una temperatura media anual de 15 °C a 16 °C, y se presenta una precipitación pluvial de 950 mm por año, siendo los meses de abril y junio los periodos de lluvia.
Los vientos predominantes provienen en dirección de norte a sur a una velocidad aproximada de 20 a 40 km, se presentan durante casi todo el año pero se intensifican en los meses de febrero y marzo. Entre los fenómenos meteorológicos se encuentra la época de heladas, se registran entre los meses de diciembre y marzo, variando su intensidad de fuertes a moderadas, las granizadas llegan a presentarse en las épocas de lluvia.

### Ecología
En cuanto a flora esta en su mayoría compuesta por vegetación boscosa como los eucaliptos, pinos, encinos, ocote, encino negro, uña de gato, oyamel y cedro rojo. En cuanto a fauna se puede observar y cuyas especies destacan son las siguientes; el conejo, liebre, zorrillo, tlacuache, armadillo, ardilla, comadreja, codornices, pájaros diversos y aves cantoras, gavilanes, serpientes de varios tipos, ratón de campo e insectos.
Parte de este municipio pertenece a la Barranca de Metztitlán, decretada como  Reserva de la Biósfera el 27 de noviembre de 2000 con una superficie de 96 042.90 ha; esta área también comprende los municipios de Acatlán, Atotonilco el Grande, Eloxochitlán, Huasca de Ocampo, Metztitlán, San Agustín Metzquititlán  y Zacualtipán de Ángeles.

## Demografía

### Población
De acuerdo a los resultados que presentó el Censo Población y Vivienda 2020 del INEGI, el municipio cuenta con un total de 13 078 habitantes, siendo 6185 hombres y 6893 mujeres. Tiene una densidad de 89.4 hab/km², la mitad de la población tiene 27 años o menos, existen 89 hombres por cada 100 mujeres.
El porcentaje de población que habla lengua indígena es de 1.19 %, y el porcentaje de población que se considera afromexicana o afrodescendiente es de 7.08 %. En el municipio se habla Otomí del Valle del Mezquital (78.8 %) y Náhuatl de la Sierra (14.4 %).
Tiene una Tasa de alfabetización de 98.6 % en la población de 15 a 24 años, de 90.8 % en la población de 25 años y más. El porcentaje de población según nivel de escolaridad, es de 7.3 % sin escolaridad, el 65.2  % con educación básica, el 18.0 % con educación media superior, el 9.4 % con educación superior, y 0.1 % no especificado.
El porcentaje de población afiliada a servicios de salud es de 55.7 %. El 22.0 % se encuentra afiliada al IMSS, el 72.0 % al INSABI, el 4.5 % al ISSSTE, 1.4 % IMSS Bienestar, 0.0 % a las dependencias de salud de PEMEX, Defensa o Marina, 0.4 % a una institución privada, y el 0.4 % a otra institución. El porcentaje de población con alguna discapacidad es de 5.2 %. El porcentaje de población según situación conyugal, el 32.5 % se encuentra casada, el 31.9 % soltera, el 24.9 % en unión libre, el 4.9 % separada, el 0.8 % divorciada, el 5.0 % viuda.
Para 2020, el total de viviendas particulares habitadas es de 3272 viviendas, representa el 0.4 % del total estatal. Con un promedio de ocupantes por vivienda 3.3 personas. Predominan las viviendas con tabique y block. En el municipio para el año 2020, el servicio de energía eléctrica abarca una cobertura del 98.6 %; el servicio de agua entubada un 51.7 %; el servicio de drenaje cubre un 90.1 %; y el servicio sanitario un 95.2 %.

### Localidades

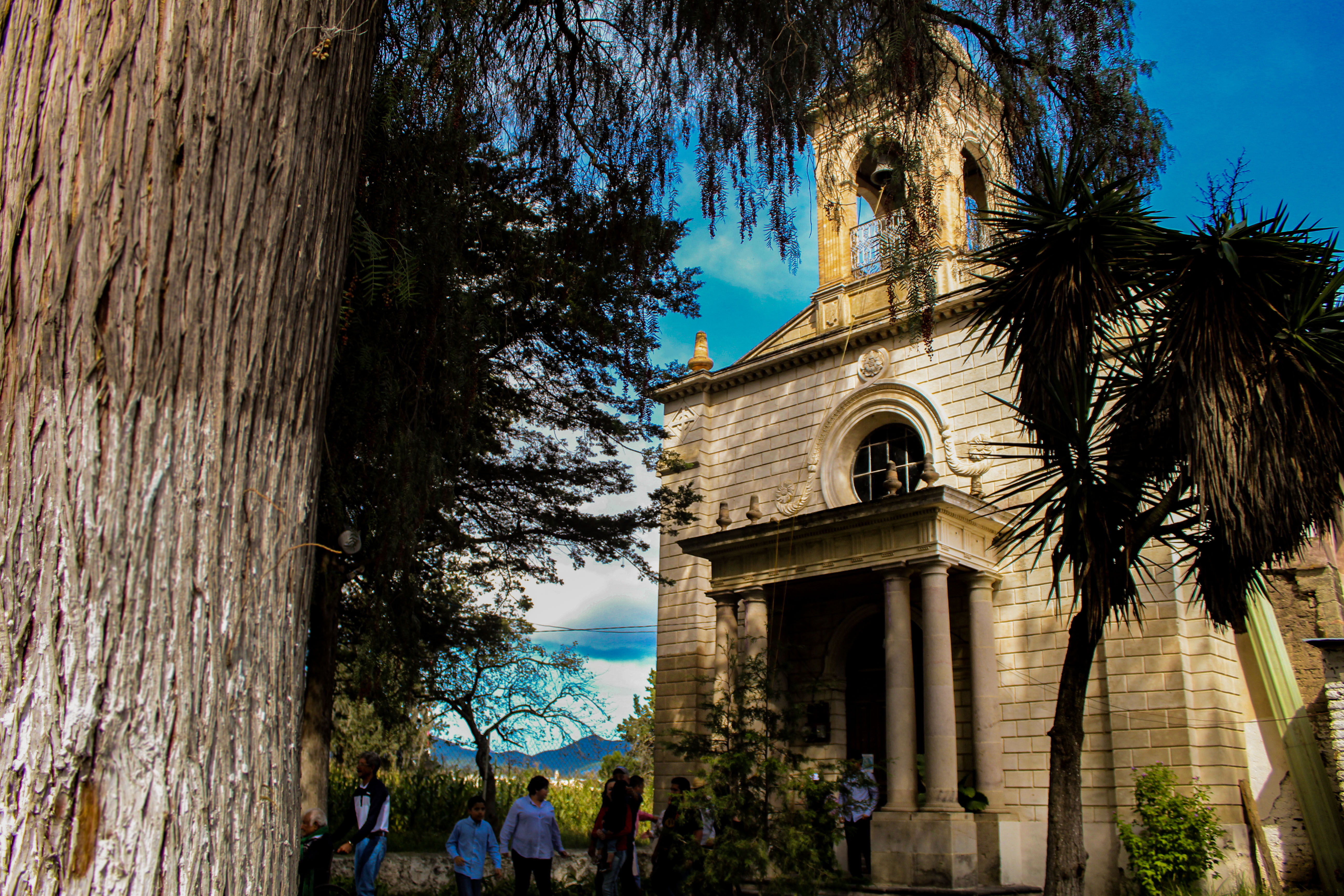
Localidad de Temaxcalillos.

Para el año 2020, de acuerdo al Catálogo de Localidades, el municipio cuenta con 41 localidades.
| Código INEGI | Localidad                                 | Población (2020) | Porcentaje (%) | Ámbito Población | Categoría Población |
| ------------ | ----------------------------------------- | ---------------- | -------------- | ---------------- | ------------------- |
| 130350001    | Metepec                                   | 2248             | 17.19          | Urbano           | Cabecera municipal  |
| 130350017    | Estación de Apulco                        | 1476             | 11.29          | Rural            | Comunidad           |
| 130350014    | Palo Gordo                                | 1041             | 7.96           | Rural            | Comunidad           |
| 130350009    | Ferrería de Apulco                        | 723              | 5.53           | Rural            | Comunidad           |
| 130350002    | El Acocul                                 | 646              | 4.94           | Rural            | Comunidad           |
| 130350024    | La Victoria                               | 556              | 4.25           | Rural            | Comunidad           |
| 130350026    | Palo Gacho                                | 549              | 4.20           | Rural            | Comunidad           |
| 130350040    | Ignacio Zaragoza Parte Alta [Colonia]     | 497              | 3.80           | Rural            | Ranchería           |
| 130350021    | Temaxcalillos                             | 470              | 3.59           | Rural            | Ranchería           |
| 130350027    | Ignacio Zaragoza (Colonia)                | 468              | 3.58           | Rural            | Ranchería           |
| 130350013    | Nopalillo                                 | 440              | 3.36           | Rural            | Ranchería           |
| 130350007    | Acocul Cebolletas                         | 407              | 3.11           | Rural            | Ranchería           |
| 130350031    | Colonia Nueva Exhacienda de Apulco        | 317              | 2.42           | Rural            | Ranchería           |
| 130350011    | Majadillas (Loma Bonita)                  | 302              | 2.31           | Rural            | Ranchería           |
| 130350041    | Exhacienda de Apulco Parte Alta           | 283              | 2.16           | Rural            | Ranchería           |
| 130350022    | Tortugas                                  | 263              | 2.01           | Rural            | Ranchería           |
| 130350006    | El Casco                                  | 261              | 2.00           | Rural            | Ranchería           |
| 130350005    | Cañada de Flores                          | 254              | 1.94           | Rural            | Ranchería           |
| 130350028    | El Sabino                                 | 159              | 1.22           | Rural            | Ranchería           |
| 130350023    | El Vesubio                                | 150              | 1.15           | Rural            | Ranchería           |
| 130350042    | El Sabino Parte Alta                      | 144              | 1.10           | Rural            | Ranchería           |
| 130350015    | Peña Colorada                             | 141              | 1.08           | Rural            | Ranchería           |
| 130350012    | Mesillas I                                | 140              | 1.07           | Rural            | Ranchería           |
| 130350034    | Metepec                                   | 138              | 1.06           | Rural            | Ranchería           |
| 130350044    | Río Seco                                  | 121              | 0.93           | Rural            | Ranchería           |
| 130350039    | La Bomba                                  | 115              | 0.88           | Rural            | Ranchería           |
| 130350019    | San José Palmillas Parte Baja             | 102              | 0.78           | Rural            | Ranchería           |
| 130350036    | El Tanque                                 | 86               | 0.66           | Rural            | Ranchería           |
| 130350032    | Las Trojas                                | 81               | 0.62           | Rural            | Ranchería           |
| 130350035    | Ejido Apulco                              | 70               | 0.54           | Rural            | Ranchería           |
| 130350037    | Ejido de Majadillas (Cuchilla Majadillas) | 68               | 0.52           | Rural            | Ranchería           |
| 130350033    | La Loma de Metepec                        | 67               | 0.51           | Rural            | Ranchería           |
| 130350043    | San José Palmillas Parte Alta             | 59               | 0.45           | Rural            | Ranchería           |
| 130350003    | Atlixtaca                                 | 52               | 0.40           | Rural            | Ranchería           |
| 130350029    | San Diego                                 | 49               | 0.37           | Rural            | Ranchería           |
| 130350025    | Zacatepec                                 | 44               | 0.34           | Rural            | Ranchería           |
| 130350038    | Mesillas II                               | 37               | 0.28           | Rural            | Ranchería           |
| 130350020    | San Salvador                              | 21               | 0.16           | Rural            | Ranchería           |
| 130350030    | Ejido Temaxcalillos                       | 18               | 0.14           | Rural            | Ranchería           |
| 130350008    | El Chamizal                               | 11               | 0.08           | Rural            | Ranchería           |
| 130350018    | San Antonio la Palma                      | 4                | 0.03           | Rural            | Ranchería           |

## Política
Se erigió como municipio el 8 de agosto de 1865. El Ayuntamiento está compuesto por: un presidente municipal, un síndico y cinco regidores, ocho comisiones y veinte delegados. De acuerdo al Instituto Nacional electoral (INE) el municipio está integrado por nueve secciones electorales, de la 0665 a la 0673. Para la elección de diputados federales a la Cámara de Diputados de México y diputados locales al Congreso de Hidalgo, se encuentra integrado al distrito electoral federal 4 de Hidalgo y al distrito electoral local 9 de Hidalgo. A nivel estatal administrativo pertenece a la Macrorregión II y a la Microrregión XXV, además de a la Región Operativa IV Tenango.

### Cronología de presidentes municipales
| Periodo                  | Nombre                       | Afiliación política        |
| ------------------------ | ---------------------------- | -------------------------- |
| 1964-1967                | Jesús Hernández Pérez        | -                          |
| 1967-1970                | Margarito España González    | -                          |
| 1970-1973                | Gilberto Gómez Trapala       | -                          |
| 1973-1976                | Nemesio Carranza Torres      | -                          |
| 1976-1979                | Arturo Fuentes Carranza      | -                          |
| 1979-1982                | Israel Morales Fonseca       | -                          |
| 1982-1985                | Francisco Tenorio España     | -                          |
| 1985-1988                | Arturo Fuentes Carranza      | -                          |
| 1988-1991                | Juan Tenorio Solís           | -                          |
| 1991-1994                | Gumersindo Morales Fonseca   | -                          |
| 16/01/1994 al 15/01/1997 | Esthela Yáñez Tenorio        | PRI                        |
| 16/01/1997 al 15/01/2000 | Félix Gonzalo Tenorio Ortega | PRI                        |
| 16/01/2000 al 15/01/2003 | Ernesto Huazo Franco         | PAN                        |
| 16/01/2003 al 15/01/2006 | Roberto Eligio Leyva Sosa    | PAN                        |
| 16/01/2006 al 15/01/2009 | José Luis Tenorio Romero     | PRI                        |
| 16/01/2009 al 15/01/2012 | Irineo Rojas Guzmán          | PRD                        |
| 16/01/2012 al 04/09/2016 | Marcelino Carbajal Oliver    | PANAL                      |
| 05/09/2016 al 04/09/2020 | Alejandro Amador Franco      | Un Hidalgo con Rumbo       |
| 05/09/2020 al 14/12/2020 | Rosa María Rueda Hernández   | Concejo municipal Interino |
| 15/12/2020 al 04/09/2024 | Joel Huazo Canales           | Juntos Haremos Historia    |
| 05/09/2024 al 04/09/2027 | Juan Antonio Franco Ortiz    | PRI                        |

## Economía
En 2015 el municipio presenta un IDH de 0.690 Medio, por lo que ocupa el lugar 48.º a nivel estatal; y en 2005 presentó un PIB de $458,478,468.00 pesos mexicanos, y un PIB per cápita de $49,416.00 (precios corrientes de 2005).
De acuerdo con el Consejo Nacional de Evaluación de la Política de Desarrollo Social (Coneval), el municipio registra un Índice de Marginación Medio. El 45.7% de la población se encuentra en pobreza moderada y 15.2% se encuentra en pobreza extrema. En 2015, el municipio ocupó el lugar 34 de 84 municipios en la escala estatal de rezago social.
A datos de 2015, en materia de agricultura, los productos más conocidos por el grado de productividad que tienen son; el maíz, la cebada en grano, el fríjol y la avena forrajera. De los productos perennes se obtiene los siguientes cultivos; el nopal tunero, el maguey pulquero y la manzana. En ganadería se tiene 198 cabezas de ganado porcino, 564 de ganado bovino, y 140 al ganado ovino. En silvicultura se obtiene de sus zonas forestales los siguientes productos: 6681 metros cúbicos en rollo de coníferas y latifoliadas; 5823 m³ de pino y 754 m³ de encino.
Para 2015 existen 189 unidades económicas, que generaban empleos para 404 personas. En lo que respecta al comercio, se cuenta con tres tianguis, tres tiendas Diconsa, y una tiendas Liconsa. De acuerdo con cifras al año 2015 presentadas en los censos económicos del INEGI, la Población Económicamente Activa (PEA) del municipio asciende a 4095 de las cuales 4026 se encuentran ocupadas y 69 se encuentran desocupadas. El 28.22% pertenece al sector primario, el 25.41% pertenece al sector secundario, el 45.20% pertenece al sector terciario y 1.17% no especificaron.